# Lorenzo Cittadini
Lorenzo Cittadini (nacido el 17 de diciembre de 1982 en Bérgamo) es un exjugador de rugby profesional italiano.

## Palmarés y distinciones notables
- Campeonatos italianos
Calvisano: 2007-08
Benetton Treviso: 2009-10
- Coppa Italia de rugby a 15 (hoy Trofeo Eccellenza di rugby a 15)
Benetton Treviso: 2009-10
- Supercoppa italiana di rugby a 15
Benetton Treviso: 2009

## Estadísticas con el equipo nacional
Debutó con la selección italiana contra Irlanda el 2 de febrero de 2008. Jugó en la Copa Mundial de Rugby 2011 en Nueva Zelanda.
- 13 selecciones
- Selecciones por año: 1 en 2008, 3 en 2010, 4 en 2011, 5 en 2012.
- Torneo de las Seis Naciones disputados: 2008, 2010, 2011, 2012 y 2013.
- En Copa Mundial de Rugby:
  - Copa Mundial de Rugby de 2011 (Nueva Zelanda): 2 partidos (Australia, Rusia).

En el Torneo de las Seis Naciones 2013, Cittadini actuó como suplente en las cuatro primeras jornadas, en las que sustituyó a Martín Castrogiovanni en el minuto 63 (primer partido, contra Francia), en el 64 (segundo partido, contra Escocia) y 71 (tercer partido, contra Gales). También sustituyó a Manoa Vosawai en el minuto 66. Apareció como titular en el quinto y último partido, contra Irlanda, siendo sustituido por Alberto de Marchi en el minuto 74.
Ha sido seleccionado para jugar la Copa del Mundo de Rugby de 2015